# Carangoides ruber
Carangoides ruber es una especie de peces de la familia Carangidae en el orden de los Perciformes.

## Morfología
• Los machos pueden llegar alcanzar los 59 cm de longitud total y los 8.200 g de peso.

## Distribución geográfica
Se encuentra en las  costas del Atlántico occidental: desde Nueva Jersey (Estados Unidos), Bermuda y Golfo de México hasta el sur del Brasil.
se le llama cojinúa en el atlántico.